# عرض (منطق)
العرض (محركة) الموجود الذي يحتاج في وجوده إلى موضع، أي محل، يقوم به، كاللون المحتاج في وجوده إلى جسم يحله ويقوم به. وقيل ما يعرض في الجوهر مثل الألوان والطعوم والذوق واللمس وغيرها مما يستحيل بقاؤه بعد وجوده.

## تقسيم

### العرض العام
والعرض العام كلي مقول على أفراد حقيقة واحدة وغيرها قولا عرضيا، فبقولنا: وغيرها يخرج النوع والفصل والخاصة، لأنها لا تقال إلا على حقيقة واحدة فقط، وبقولنا: قولا عرضيا يخرج الجنس، لأنه قول ذاتي.

### العرض اللازم والعرض المفارق
العرض اللازم هو ما يمتنع انفكاكه عن الماهية، كالكاتب بالقوة بالنسبة إلى الإنسان. والعرض المفارق هو ما لا يمتنع انفكاكه عن الشيء، وهو إما سريع الزوال، كحمرة الخجل، وصفرة الرجل، وإما بطيء الزوال، كالشيب والشباب.

### قار الذات وغير قار الذات
الأعراض على نوعين قار الذات، وهو الذي يجتمع أجزاؤه في الوجود، كالبياض والسواد، وغير قار الذات، وهو الذي لا يجتمع أجزاؤه في الوجود، كالحركة والسكون.